# Thomas Blatt

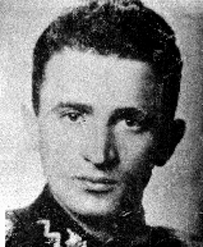
Thomas Blatt in den 1940er Jahren

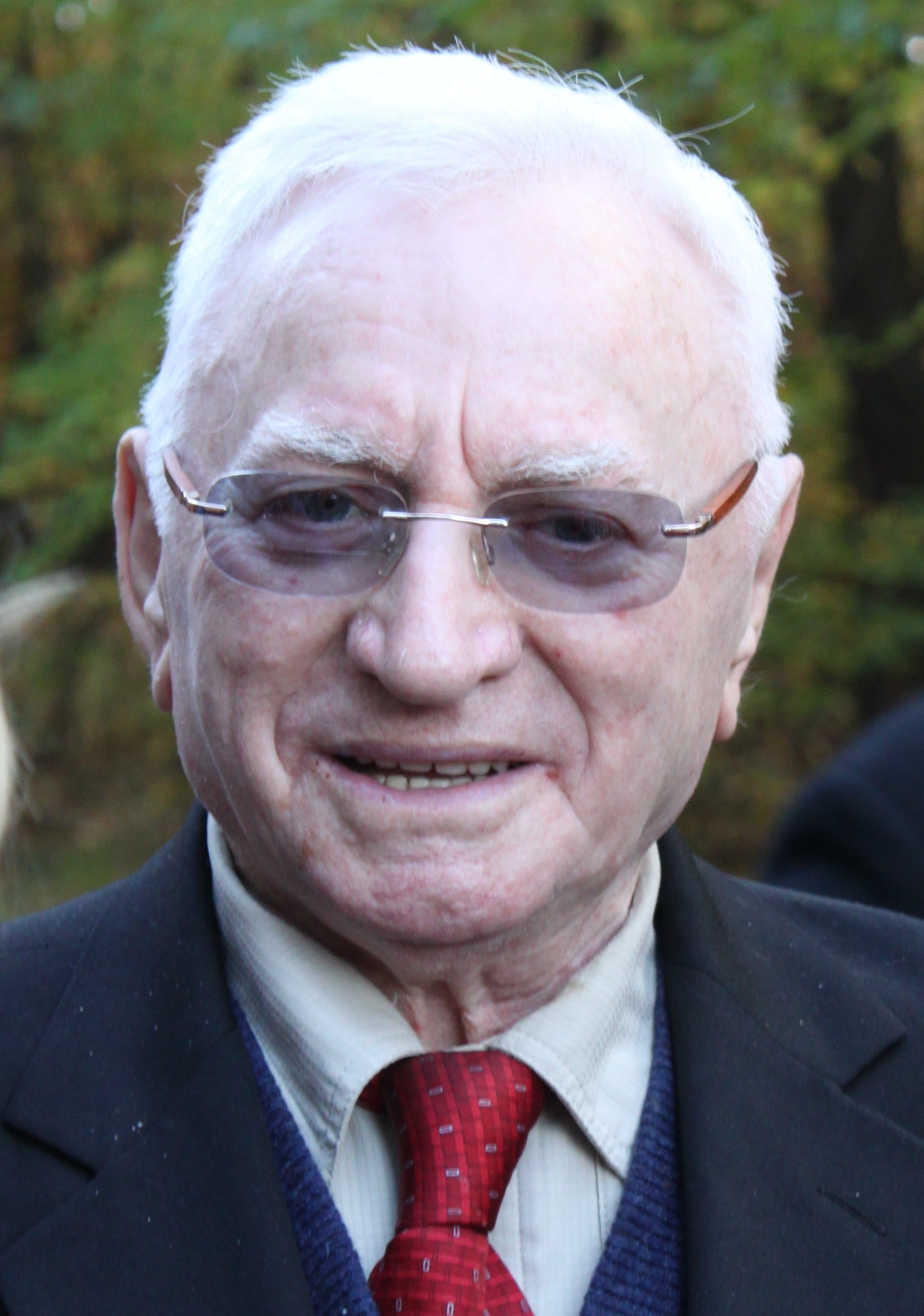
Thomas Blatt am 70. Jahrestag des Aufstandes in Sobibór (14. Oktober 2013).

Thomas Blatt (geboren am 15. April 1927 in Izbica, Polen; gestorben am 31. Oktober 2015 in Santa Barbara, Kalifornien) war ein US-amerikanischer Buchautor und Überlebender des Aufstandes im Vernichtungslager Sobibór.

## Leben
Thomas „Toivi“ Blatt wuchs im jüdischen Schtetl Izbica in Polen auf. Das Ghetto Izbica wurde im Zweiten Weltkrieg ein Deportationsziel der Schutzstaffel (SS) für Juden. Blatt wurde im Alter von 15 Jahren gemeinsam mit seiner Familie in das Vernichtungslager Sobibor abtransportiert. Seine Familie wurde vor seinen Augen in die Gaskammer geschickt. „Toivi“ wurde zum Arbeitseinsatz selektiert. Sobibór, im damaligen Kreis Lemberg, heute in der Wojewodschaft Lublin, Polen, war „eines der drei Vernichtungslager der ‚Aktion Reinhardt‘ – der detailliert geplanten und durchgeführten Vernichtung von über eineinhalb Millionen europäischer Juden“.
Im Lager schloss er sich der jüdischen Untergrundgruppe an. Am 14. Oktober 1943 beteiligte er sich mit etwa 600 anderen Häftlingen am Aufstand von Sobibór und der anschließenden Flucht. Toivi gehörte zu den 47 Personen, die den Aufstand in Sobibór überhaupt überlebten. Nach seiner „Heimkehr in den Raum Izbica“ wurde ihm von früheren Nachbarn sowohl Unterstützung gegeben wie auch verweigert, und er war dort weiteren Mordanschlägen ausgesetzt.
In einem 1983 geführten Interview mit Karl Frenzel, einem SS-Aufseher des Vernichtungslagers, versuchte er den Motiven für die industrielle Tötung in Sobibor nachzugehen. Es war nach dem Holocaust eines der ersten Gespräche zwischen einem SS-Aufseher und seinem Opfer.
Er hielt Gedenkveranstaltungen in Sobibór sowie Vorträge zum Holocaust.
Thomas Blatt sagte auf einer Veranstaltung in Frankfurt 1999:

„Gott! Wie zerbrechlich, wie ungeheuer dünn ist die Kruste der Zivilisation. Wie leicht wird die Schutzhülle – sobald die Bedingungen dafür gegeben sind – zerspringen und eine Bestie hervorbrechen. Davor habe ich Angst.“

Blatts Buch From the Ashes of Sobibór ist eines der bekanntesten Bücher zum Thema Holocaust. Der darauf basierende Film Flucht aus Sobibor mit Alan Arkin und Rutger Hauer wurde für vier Emmys nominiert und erhielt zwei Golden-Globe-Auszeichnungen sowie den Writers Guild of America Award für das beste Drehbuch.
An der Ausarbeitung des Drehbuchs zu Escape from Sobibor war er gemeinsam mit Stanisław Szmajzner, einem weiteren Überlebenden des Vernichtungslagers, beteiligt.
Im Mai 2009 wurde Thomas Blatt im Zuge der Vorermittlungen gegen John Demjanjuk in München als überlebender Zeuge über seine Erfahrungen im Vernichtungslager Sobibor vernommen und machte im Januar 2010 im Demjanjuk-Prozess eine Aussage vor dem Landgericht München.
Zuletzt lebte Thomas Blatt in den USA. Er starb Ende Oktober 2015 im Alter von 88 Jahren als einer der letzten Überlebenden des Aufstands von Sobibór.

## Werke
- From the Ashes of Sobibór. A Story of Survival. Northwestern University Press, Evanston, Illinois 1997, ISBN 0-8101-1302-3. Auf Deutsch als:
  - Nur die Schatten bleiben. Der Aufstand im Vernichtungslager Sobibór. Aus dem Amerikanischen von Monika Schmalz. Aufbau, Berlin 2000, ISBN 3-7466-8068-9.
- Sobibór. Der vergessene Aufstand. Bericht eines Überlebenden. Aus dem Englischen übersetzt und mit Nachbemerkungen versehen von Heike Kleffner und Miriam Rürup. Unrast, Hamburg u. a. 2004, ISBN 3-89771-813-8.

## Dokumentarfilm
- Die Verwandlung des guten Nachbarn (Thomas Blatt besucht Izbica und Sobibor), Regie: Peter Nestler, 85 Minuten, Deutschland 2002.